# Ledi Sayadaw
Ledi Sayadaw, Mahathera (Aggamahapandita, D.Litt) (ur. 1 grudnia 1846, zm. 27 czerwca 1923) – buddyjski mnich w tradycji theravady.
Bhikkhu Nyana, znany później jako Ledi Sayadaw, urodził się w 1846 roku w wiosce Saing-pyin, w dzielnicy Dipeyin, okręgu Shwebo w Birmie. Jego rodzicami byli U Tun Tha i Daw Kyone. W młodym wieku został wyświęcony na nowicjusza (samanera), zaś w wieku 20 lat w pełni wyświęconym mnichem (bhikkhu), pozostając pod opieką Salina Sayadawa U Pandicca. Otrzymał klasztorne wykształcenie pod kierunkiem wielu nauczycieli, a następnie odebrał wykształcenie w zakresie literatury buddyjskiej od San-kyaung Sayadawa, Sudassana Dhaja Atuladhipati Siripavara Mahadhamma Rajadhiego-raja-guru Mandalaja.
Był bystrym studentem. Mówiono o nim – „około 200 studentów uczęszczało na codzienne wykłady czcigodnego Sankyaunga Sayadawa. Pewnego dnia czcigodny Sayadaw zadał w palijskim 20 pytań o paramity (buddyjskie cnoty) i kazał wszystkim studentom odpowiedzieć. Żaden z nich, oprócz bhikkhu Nyany, nie był w stanie zadowalając odpowiedzieć na te pytania”. Zbierał on takie odpowiedzi, a kiedy, nadal przebywając w klasztorze San-kyaung, ukończył 14 vassa (cyklów medytacji), wydał je w swojej pierwszej książce, Parami Dipani. (Podręcznik cnót).
W czasie panowania króla Thibawa został wykładowcą języka palijskiego w klasztorze Maha Jotikarama w Mandalai. W 1887 r., rok po pojmaniu króla Theebawa, przeniósł się do rejonu na północ od miasta Monywa, gdzie założył klasztor pod nazwą „Ledi-tawya”. Przyjął wielu studentów i bhikkhu z różnych rejonów Birmy i przekazał im wykształcenie buddyjskie. W 1897 napisał w palijskim Paramattha Dipani (Podręcznik Najwyższych Prawd).
Odwiedzał później wiele rejonów Birmy, aby rozpowszechniać buddyjskie nauki Dhammy. W miastach i wsiach, które odwiedzał, przekazywał rozprawy o Dhammie, zakładał centra abidhammy i ośrodki medytacyjne. Ułożył wiersze abhidammy i Abhidhamma Sankhitta, których nauczał w czasie swoich lekcji. Odbywał cykle medytacyjne vassa w niektórych większych miastach, przekazując abhidhammę i winaję (dyscyplinę klasztorną) świeckim wyznawcom. Niektóre z Ośrodków Medytacyjnych Lediego istnieją nadal i są powszechnie znane. Podczas swoich podróży napisał wiele esejów, listów, wierszy i podręczników. Napisał ponad 70 podręczników, z których 7 zostało przetłumaczonych na angielski i wydanych w „Świetle Dharmy”:
- Vipassana Dipani (Podręcznik Wglądu) został przetłumaczony przez jego wychowanka, Sayadawa U Nyana.
- Pathamagyaw Patthanuddesa Zipani (Zwięzłe przedstawienie buddyjskiej filozofii relacji) został pierwotnie napisany w palijskim przez Ledi Sayadawa, będącego wtedy w podeszłym wieku, a następnie przetłumaczony przez Sayadawa U Nyana.
- Niyama Dipani (Podręcznik porządku Kosmosu) został przetłumaczony przez U Nyana i Dr. Barua i opracowany przez R.A.S. Rhys Davids.
- Sammaditthi Dipani (Podręcznik właściwego rozumienia).
- Catusacca Dipani (Podręcznik Czterech Szlachetnych Prawd).
- Bodhipakkhiya Dipani (Podręcznik ścieżek prowadzących do oświecenia) został przetłumaczony przez U Sein Nyo Tun, I.C.S. (Retd.).
- Magganga Dipani (Podręcznik elementów Szlachetnej Ścieżki) przez U Saw Tun Teik, B.A. B.L. oraz zweryfikowany i opracowany przez Angielską Komisję Wydawców Rady Związku Buddy Sasany.

W 1911 uzyskał od rządu Indii tytuł Aggamahapandita. Następnie Uniwersytet w Rangunie nadał mu tytuł D.Litt (honorowy tytuł naukowy) honoris causa. W późniejszych latach osiedlił się w Pyinmana, gdzie zmarł w 1923 r. w wieku 77 lat.